# Audrey McElmury
Audrey McElmury, née Phleger le 21 janvier 1943 à La Jolla et morte le 23 mars 2013 à West Yellowstone, est une coureuse cycliste américaine.
Elle est intronisée au Temple de la renommée du cyclisme américain en 1989.

## Biographie
En 1969, elle devient championne du monde de cyclisme sur route à Brno. Tombée durant la course peu après une première échappée, elle repart de nouveau à l'attaque et gagne avec plus d'une minute sur ses plus proches concurrentes, apportant alors aux États-Unis son premier titre mondial en cyclisme sur route féminin.
Elle prend sa retraite sportive en 1976, insuffisamment remise d'une chute.

## Palmarès sur route
- 1966
  -  Championne des États-Unis sur route
- 1968
  - 5e du championnat du monde sur route
- 1969
  -  Championne du monde sur route
- 1970
  -  Championne des États-Unis sur route
  - 7e du championnat du monde sur route
- 1971
  - 4e du championnat du monde sur route
- 1972
  - 4e du championnat du monde sur route

## Palmarès sur piste
- 1966
  -  Championne des États-Unis de poursuite
- 1970
  -  Championne des États-Unis de poursuite